# Jonas Bauer
Jonas Bauer (* 3. August 2003 in Pfaffenhofen an der Ilm) ist ein deutscher Fußballspieler.

## Karriere
Bauer begann in der Jugendabteilung des FC Ingolstadt mit dem Fußballspielen und wechselte 2015 in der U13 zum SSV Jahn Regensburg. Dort durchlief alle restlichen Jugendmannschaften. Im Sommer 2021 wurde er in den Kader der zweiten Mannschaft in der Bayernliga aufgenommen und erhielt im Oktober 2023 beim SSV Jahn seinen ersten Profivertrag. Außerdem kam er dort auch zu seinem ersten Einsatz im Profibereich in der 3. Liga, als er am 26. November 2023, dem 16. Spieltag, beim 1:0-Auswärtssieg gegen Dynamo Dresden in der 83. Spielminute für Robin Ziegele eingewechselt wurde. Beim Heimspiel gegen Greuther Fürth feierte er im August 2024 sein Debüt in der 2. Bundesliga. Im Sommer 2025 verließ er Jahn Regensburg nach dem Abstieg in die 3. Liga.